# Gustav Buek
Gustav Buek (* 27. April 1820 in Hamburg; † 11. Dezember 1874 ebenda) war ein deutscher Arzt und Physikus.

## Leben
Buek studierte ab Oktober 1840  an der Universität Heidelberg Medizin und wurde dort im März 1844 promoviert. Nach einem halbjährigen Aufenthalt in Halle legte er in Hamburg sein Staatsexamen ab und ließ sich dort 1845 als Arzt nieder. Buek war von 1848 bis 1851 Armenarzt und von 1868 bis 1871 geburtshilfliches Mitglied des Gesundheitsrats. Im Jahr 1871 wurde er Stadtphysicus.
Er war erster Vorsitzender des Komitees für die Schillerfeier. Buek setzte sich für die Errichtung des Schillerstandbilds und für die Gründung der Volksbibliothek ein.
1848 wurde Buek zum Ersatzmann für die Hamburger Konstituante gewählt und auch einberufen. Den Eintritt lehnte er aber ab, weil es ihm „moralisch unmöglich war, den vorgeschriebenen Eid zu leisten“. Er gehörte von 1859 bis 1865 und 1869 bis 1874 der Hamburgischen Bürgerschaft an.
Gustav Buek heiratete am 29. November 1850 Ernestine Sophie Siemers (1823–1903).